# Буасси-л’Айери
Буасси-л’Айери (фр. Boissy-l'Aillerie) — муниципалитет во Франции, в регионе Иль-де-Франс, департамент Валь-д’Уаз. Население — 1 668 человек (1999).
Муниципалитет расположен на расстоянии около 33 км северо-западнее Парижа, 5 км северо-западнее Сержи.

## Демография
Динамика населения (Cassini и INSEE):